# Црква Свете Богородице у Дубници
Црква Свете Богородице у Дубници је стара црква у планини изнад Дубничке махале Овчарци у Дубници. Налази се источно од манастира Свети Петар, скоро на истој удаљености од села. У народу је позната и као Планинче. За њу се зна да је ослобођење од Турака (1878) дочекала у рушевинама. Касније је на темељима старе подигнута врло скромна цкрвица. При обнови цркве у темељу је пронађен камен на коме је било уклесано да је храм саградио неки Јован. Некада је ту био женски манастир, о чему данас сведочи конак крај цркве познатији као капела, који је по својој архитектури потпуно идентичан са конаком манастира Светог Петра. Монахиње Свете Богородице спремале су за јело за оба манастира, које је калуђерском путином преношено до Светог Петра. Трагови те путање и данас се разазнају. Осим цркве и капеле у црквеном дворишту налази се дрвена звонара, а недалеко од храма и локалитет Гробиште. Претпоставља се да је ту некада било монашко гробље.

## Празник Духова
Као што и име каже црква је посвећена Светој Богородици и слави се трећег дана Духова — Духовски уторак. Овај празник мења датум, али не и дан. Пошто су Духови увек у недељу, Богородица се пада у уторак у Белој недељи, најчешће у месецу јуну.
За овај празник као курбан коље се јагње и јаре, које се купује од црквених пара. Тутори одреде људе вичне кулинарства, који по поподне, уочи празника, одлазе у цркву да би за „видела” спремили све што треба, а после би уз мезе и пиће, целе ноћи седели крај ватре и спремали јело. Света Богородица је сеоска летња слава или свето масло. Тад слави цело село. Ујутру се иде у цркву на богослужење, затим домаћини дочекују госте, а после ручка иде се на сабор. Некада је сабор био на „Збиришту”, ширини у доњем делу села, а касније испред Задружног дома. Био је то велики сабор. Водила су се по два три кола истовремено. Раније се на тај дан бањао крст у цркви, а сада се тај обичај поново враћа. И у овој цркви је познат обичај да „домаћин” сече колач за здравље и напредак у породици. За Свету Богородицу се верује да има чудотворну моћ. Старији људи памте да су раније и људи у годинама па и жене пешице из Врања долазили у цркву. Антанас Трајковић из махале Дукинац сећа се приче своје бабе Наталије о непокретном младићу, кога су из Врања донели у Богородицу ради исцељења. И после молитве и боравка у цркви, Младић се кући вратио на својим ногама.

## Лековита чесма (извор)
У потоку поред цркве у сенци букових и храстових стабала, налази се црквени кладенац — извор (сада чесма) плитке и хладне воде од које „зуби трну”. Верује се да је вода лековита. Кажу да је нарочито добра за очне болести. И пре него што пију и умију се, људи обавезно остављају новац. Предање каже да је неки Шиптар који је ту пролазио, сакупио новац са извора и убрзо после тога ослепео. Постоји и такозвана, Божија водица која лечи многе болести. Њу народ узима, обично жене и њоме мажу оболела места. У ствари то је вода која се налази у шупљини једног церовог стабла, у близини цркве.
Јован Хаџи је забележио овакав случај. Неки Аџи – Бозуку, Турчин из Врања, насекао је грађу за кућу у црквеном забрану. Али тек што је кућу завршио, опусти Света Богородица ватру, те му кућа изгоре до темеља. Забележен је и случај шумокрадице, коме је гром убио коња док је брао дрва у црквеном имању.

## Најстарије цркве у Врањском крају
Најстарије цркве у Врањском крају су Планинче и Света Петка у Врању. Најновија археолошка ископавања, пре почетка реновирања цркве Богородице, то и потврђују. Наиме, приликом рада око цркве, маја 2006. године, пронађен је археолошки материјал, који по речима археолога Горана Митровића, недвосмислено указује да се ради о предметима из касноантичког периода, односно из 3. и 4. века.